# 新入社員とおるくん
『新入社員とおるくん』（しんにゅうしゃいんとおるくん）は、1984年にコナミ（現・コナミアミューズメント）が開発・販売したアーケードゲームのアクションゲームである。後にセガの家庭用ゲーム機SG-1000にも『コナミの新入社員とおるくん』のタイトルで移植された。海外版の名称はMikie（マイキー）。

## 概要
プレイヤーの目的は、主人公であり「トウキョウショウジ」の新入社員である「とおるくん」を動かし、恋人の「みゆきちゃん」とのデートのため残業をさぼって会社から抜け出すことである。そのためにはまず「悪山課長」をはじめとする社内の敵キャラクターから逃れつつ、みゆきちゃんからの愛のメッセージである「ハート」を集める必要がある。ハートを一定数集めると部屋の扉の上に「OUT」と表示され開いた状態になり、通路（廊下）に出ることができるようになる。通路に出た後は上に「IN」と書いてある扉に入れば次のステージへ進むことができる。5つのステージをクリアするとみゆきちゃんのところへ行くことができ、1周クリアとなる。その後は2周目となるが、2周目はステージ順が変わり、最初にステージ2、次にステージ1、その後にステージ3となる。また、2周目は敵のスピードもアップし、1周目ではなかった動きもする。
- ステージ1 - オフィス
- ステージ2 - 更衣室
- ステージ3 - 社員食堂
- ステージ4 - OLのオフィス（ゲーム内では「ダンススタジオ」と表記。SG-1000版ではカットされている）
- ステージ5 - 会社の前庭

ショーに出展されたロケテストバージョンのタイトルは『マイキー』（後の海外版と同じ）で、設定が「高校生が学校から抜け出す」というものであったが、開発当時は校内暴力が問題化しており、JAMMAの健全娯楽推進委員会から青少年の健全育成上の問題が指定されていた。これを受けて、製品化の際は設定を「新入社員が会社から抜け出す」に変更してリリースされた。それに伴いグラフィックも変更されているが、オフィスなのに教室のような机の配置や、バスケットボールがある更衣室など、アイテムや背景などの随所にその名残が見られる。その代わりに海外版 "Mikie"（マイキー）で当初予定していた設定で発売され、グラフィックはアメリカのハイスクール風となっている。
ステージBGMにはビートルズの楽曲（ステージ1では『ア・ハード・デイズ・ナイト』（SG-1000版では容量の都合により全ステージで使用）、ステージ4では『ツイスト・アンド・シャウト』）が用いられている（JASRACの許諾は取られており、基板及びインストカードに許諾表示がある）。
ステージ1の課長席の背後にホワイトボードがあり、アーケード版では「目標5万台」、SG-1000版では「突破100万台」と書かれている。アーケード版では主人公が着座を続けていると、悪山課長がホワイトボードの内容を折れ線グラフに書き換える。海外版の "Mikie" では、相当する箇所が教壇の黒板になっており、"E=mc2"（アインシュタインの質量とエネルギーの等価性を示す数式）と書かれている。主人公が着座を続けていると、敵の先生が黒板の文字を "FAILURE TEACHES SUCCESS"（「失敗は成功の元」）に書き換える。

## 攻撃方法
プレイヤーが他のキャラクターに攻撃を行う方法には4種類ある。攻撃が当たった敵は一定時間動けなくなる。
ヘッドバット（頭突き）
敵が近付いてきた時にボタンを押すことで可能。
ヒップアタック
座っている社員を椅子から落とすのに使う。社員の方向にレバーを押すことで可能。
ドアアタック
廊下のドア（次のステージの入り口でないもの）を開けて、ドアを敵キャラクターにぶつけることで可能。当たった敵は画面の左右端まで飛ばされる。
アイテム投げ付け
通路にあるボールや肉を取った後、投げ付けることにより行う。

## 敵キャラクター
悪山課長
最終面のステージ5以外に登場し、プレイヤーを追い掛けてくる。ステージ1では他の社員を落として空いた椅子に座ることでもかわせるが、ずっと座っていると何故か怒ってファイルを投げてくる。時々疲れて休むこともある。ステージを長時間移動せずにいると動きが速くなり、ハリーアップ音が鳴って以降は、ヘッドバットを当てても一瞬ひるむだけで倒れなくなる。インストラクションカードのイラストではメガネを書けた中年風だが、ゲーム上では頭がハゲていてお腹も出ている。（SG-1000版では全ステージに登場する）
同僚・先輩
ステージ1に登場する。基本的に直接攻撃はしてこないが、ハートを取るにはヒップアタックで椅子から落とす必要がある。一度落とすと一時的に画面から消え、ほかの人を椅子から落とすと復活する。復活直後はしばらくぐったりした状態となり、ヒップアタックが効かなくなる。同じ席の人を2回以上落とすことができるが、2回目以降は得点が入らない。ステージ1から長時間移動せずにハリーアップ音が鳴って以降、および2周目以降でプレイヤーが画面上部にいるときに、一斉に怒号を飛ばす攻撃をしてくる（SG-1000版では攻撃はしてこない）。
掃除オジサン
ステージ2および通路に登場し、モップで行く手を阻む。
コックさん
ステージ3に登場し、肉を投げてくる場合もある（SG-1000版ではタコを投げてくるコックと追いかけてくるコックの2種類）。
オールドミス
ステージ4に登場し、こちらが近付いた時のみ追い掛けてくる（SG-1000版では登場しない）。
せかせか動くOL
ステージ4に登場する。踊っているような動きをするだけで社員と同様に直接攻撃はしてこないが、触れると一定時間動きを封じられる。ただし得点も100点入る。2周目以降はプレイヤーが近づくとキックを仕掛けてくる。ミスにはならないが、これも触れると一定時間動きを封じられる（SG-1000版では登場しない）。
ガードマン
ステージ5に登場する。移動は遅いが攻撃を受けても他の敵よりも回復が早い（SG-1000版では登場しない）。
パンチ（2周目以降はキック）
通路にて出てきた扉と次のステージへの扉以外の扉を開けると出てくることがある。当たると一定時間動けなくなる。

## アイテム
ハート
これを集めることで部屋の扉が開く。取ると通常は200点入るが、大きくなった（光った時）に取ると1,000点入る。全て大きい時に取るとさらにパーフェクトボーナスも入る。
弁当・ハンバーガー
弁当は通路にあり、ハンバーガーはシャッターを開けると出てくる。いずれも1,000点の得点となる。
ボール・肉
取った後、敵に投げ付けることで一定時間足止めすることができる。ボールは投げるとドリブルし、肉は投げると食べはじめる（SG-1000版では気絶するのみで動作はなし）。
金髪の女性
バスローブを着た金髪の女性。廊下にあるステージ移動に無関係な扉を開けるとたまに現れ、5,000点のボーナスが得られる。

## ハイスクール・グラフィティ
海外版のバージョン違いである『マイキー ハイスクール・グラフィティ』では、多少表現が抑えられているなど、いくつかの仕様が異なる。
- 主人公の攻撃はヘッドバットではなく、大声で敵をしびれさせるものになっている。また、敵の先生（国内版でいう悪山課長）にはこの攻撃が効かない．
- 主人公がやられた時のアニメーションは、仰向けに倒れてじたばたするものではなく、立ったままペコペコと平謝りするものになっている。
- ステージ1の黒板にははじめから "FAILURE TEACHES SUCCESS" と書かれており、主人公が着座を続けていると、敵の先生が黒板文字を消し、また同じ文言を書き直す。
- 敵の先生が飛ばしてくる飛び道具が、ファイルから入れ歯になっている。
- ステージ2などにおいて、オリジナルではガラス瓶の中のハートを取るために頭突きを3回して破壊していたが、本バージョンでは3つのハートの束を1つずつ取るものとなっている。